# Delta Sextantis
Delta Sextantis (δ Sextantis, förkortat Delta Sex, δ Sex), som är stjärnans Bayer-beteckning, är en ensam stjärna i den mellersta delen av stjärnbilden Sextanten. Den har en skenbar magnitud på +5,25 och är svagt synlig för blotta ögat där ljusföroreningar ej förekommer. Baserat på parallaxmätningar i Hipparcos-uppdraget på ca 10,1 mas beräknas den befinna sig på ca 322 ljusårs (99 parsek) avstånd från solen.

## Egenskaper
Delta Sextantis är en blå till vit stjärna i huvudserien av spektralklass B9.5 V. Den har en massa som är ca 2,6 gånger solens massa, en radie som är ca 2,3 gånger större än solens och utsänder ca 82 gånger mera energi än solen från dess fotosfär vid en effektiv temperatur på ca 10 900 K.